# Ricardo Queraltó
Ricardo Antonio Queraltó Alvarado (Santiago, Chile, 12 de enero de 1976) es un exfutbolista chileno. Jugaba de delantero y militó en diversos clubes de Chile e Italia.

## Selección nacional
En el año 2000 jugó dos partidos por la selección de Chile, convirtiendo un gol ante Guatemala el 5 de febrero de 2000.

### Partidos internacionales
| 1     | 29 de enero de 2000  | Estadio Francisco Sánchez Rumoroso, Coquimbo, Chile           | Chile      | 1-2 | Estados Unidos |         |  | Nelson Acosta | Amistoso |
| 2     | 5 de febrero de 2000 | Estadio Nacional Mateo Flores, Ciudad de Guatemala, Guatemala | Guatemala  | 2-1 | Chile          | Anotado |  | Nelson Acosta | Amistoso |
| Total | Total                | Total                                                         | Presencias | 2   | Goles          | 1       |  |               |          |

| Selección chilena | Selección chilena | Selección chilena |
| Año               | Partidos          | Goles             |
| ----------------- | ----------------- | ----------------- |
| 2000              | 2                 | 1                 |
| Total             | 2                 | 1                 |

## Clubes
| Club                        | País      | Año       |
| --------------------------- | --------- | --------- |
| Unión Española              | Chile     | 1994-2001 |
| → Deportes Linares (cedido) | Chile     | 1996      |
| AC Arezzo                   | Italia    | 2001      |
| Colo-Colo                   | Chile     | 2002      |
| Santiago Morning            | Chile     | 2002-2004 |
| PS Mitra Kukar              | Indonesia | 2004      |
| Deportes Melipila           | Chile     | 2005      |

## Palmarés

### Campeonatos nacionales
| Título    | Club           | País  | Año  |
| --------- | -------------- | ----- | ---- |
| Primera B | Unión Española | Chile | 1999 |